# Hirschfeld (Brandeburgo)
Hirschfeld es un municipio situado en el distrito de Elba-Elster, en Brandeburgo (Alemania). Tiene una población estimada, a fines de diciembre de 2024, de 1173 habitantes.
Está integrado a la mancomunidad de municipios (amt) de Schradenland.

## Demografía
- Desarrollo de la población en los actuales límites (Línea azul: Habitantes -- Línea de puntos: Comparación con el desarrollo de Brandenburgo; Fondo gris: Período del gobierno nazi -- Fondo Rojo: Época communista)

| Año  | Habitantes |
| ---- | ---------- |
| 1875 | 1 000      |
| 1890 | 1 000      |
| 1910 | 1 100      |
| 1925 | 1 142      |
| 1933 | 1 211      |
| 1939 | 1 185      |
| 1946 | 1 588      |
| 1950 | 1 571      |
| 1964 | 1 501      |
| 1971 | 1 547      |

| Año  | Habitantes |
| ---- | ---------- |
| 1981 | 1 613      |
| 1985 | 1 603      |
| 1989 | 1 613      |
| 1990 | 1 578      |
| 1991 | 1 588      |
| 1992 | 1 568      |
| 1993 | 1 555      |
| 1994 | 1 548      |
| 1995 | 1 561      |
| 1996 | 1 562      |

| Año  | Habitantes |
| ---- | ---------- |
| 1997 | 1 540      |
| 1998 | 1 544      |
| 1999 | 1 539      |
| 2000 | 1 520      |
| 2001 | 1 510      |
| 2002 | 1 484      |
| 2003 | 1 460      |
| 2004 | 1 471      |
| 2005 | 1 456      |
| 2006 | 1 435      |

| Año  | Habitantes |
| ---- | ---------- |
| 2007 | 1 433      |
| 2008 | 1 410      |
| 2009 | 1 394      |
| 2010 | 1 367      |
| 2011 | 1 344      |
| 2012 | 1 351      |
| 2013 | 1 321      |
| 2014 | 1 298      |
| 2015 | 1 279      |
| 2024 | 1 173      |